# Jung
Jung je priimek v Sloveniji, ki ga je po podatkih Statističnega urada Republike Slovenije na dan 1. januarja 2010 uporabljalo manj kot 5 oseb.

## Znani slovenski nosilci priimka
- Jernej Jung (1947—2024), pevec/kantavtor, politični aktivist?
- Mirko Jung (1926—2012), mikrobiolog, virolog

## Znani tuji nosilci priimka
- Carl Gustav Jung (1875—1961), švicarski psiholog
- Chan Jung (*1971), južnokorejski igralec
- Helge Jung (1886—1978), švedski general
- Herman Jung (1830—1901), švicarski revolucionar
- Johann Heinrich Jung-Stilling (1740—1817), nemški književnik
- Jilia Jung (*1979), nemška plavalka